# Рудановский, Константин Адрианович
Константин Адрианович Рудановский (17 (29) июня 1849 года, Черниговская губерния, Российская империя — 23 марта (5 апреля) 1914 года) — русский военный деятель, подполковник Болгарской армии, генерал-лейтенант Русской императорской армии.

## Биография
Родился в семье потомственных дворян Черниговской губернии. Его отец, Адриан Иосифович Рудановский, произведённый в 1833 году в титулярные советники, служил заседателем в земском суде.
После окончания Черниговской классной гимназии поступил во 2-е военное Константиновское училище, которое окончил в 1869 году. Старшинство в прапорщиках гвардии с 15.08.1870.
Служил в Лейб-Гвардии Павловском полку, подпоручик гвардии (с 08.04.1873), поручик (с 30.08.1874), штабс-капитан (с 16.04.1878).
После начала Русско-турецкой войны (1877—1878) в 1877 году приказом князя Черкасского был переведён в только что освобождённую генералом И. В. Гурко Тырновскую область и назначен начальником Управления Еленского военно-административного округа. В чине майора командовал болгарской 21-й Еленской дружиной. За проявленные в боях мужество и храбрость был отмечен несколькими боевыми наградами.
Рудановский вложил много усилий для создания боеспособной Болгарской армии, первые военные подразделения которой были сформированы в 1878 году, при помощи России, из отрядов ополченцев, участвовавших в Апрельском восстании 1876 года и боях за освобождение Болгарии от турецких войск в ходе русско-турецкой войны 1877—1878 года. В 1879—1880 он успешно участвовал в разгроме разбойничьих банд под руководством Селима Пехливан и Дели Имама, которые бесчинствовали в Северо-восточной Болгарии. При выполнении этой задачи в его расположение поступили известные деятели болгарской национал-освободительной борьбы, воеводы Панайот Хитов и Желю Христов с управляемыми ими отрядами. Совместные усилия увенчались успехом, отряды турок уничтожены, а Селим Пехливан был казнен в Шумене. 30 августа 1883 Константин Рудановский был возведён в чин подполковника Болгарской армии.
12.10.1884, когда в Болгарии начиналось создание пехотных полков, он был назначен командиром 6-го пехотного Тырновского полка. Отличная подготовка полка позволила ему успешно воевать под Драгоманом, Царибродом, Пиротом и Куле во время Сербско-болгарской войны в ноябре 1885 (но уже не под командованием Константина Рудановского). В этой войне болгарская армия сражалась за объединение Княжества Болгария с Восточной Румелией. Эта война которая закончилась в итоге Объединением Болгарии резко обострила русско-австрийские и русско-германские отношения (см.  Болгарский кризис). 
Российским военным советникам было предписано не принимать участия в болгарском восстании и 9.09.1885 Российская империя отозвала из Болгарии всех российских офицеров. Поэтому 6.11.1885 Константин Рудановский уволился из Болгарской армии и вернулся в Российскую империю, в свой Лейб-гвардии Павловский полк. Капитан (c 8.04.1884). Полковник (c 30.08.1890).
28.03.1897 года назначен командиром 5 гренадерского Киевского генерал-Фельдмаршала князя Николая Репнина полка.
6.09.1899 командир Лейб-гвардии Финляндского полка. Генерал-майор (c 9.04.1900).
С 23.01.1904 командир 2-й бригады 1-й Гвардейской пехотной дивизии (числился в списках Лейб-гвардии Финляндского полка).
Высочайшим приказом от 12 мая 1907 года был произведён в генерал-лейтенанты с увольнением от службы, с мундиром и пенсией.
Скончался 23 марта (5 апреля) 1914 года.

## Память
Именем Константина Адриановича Рудановского названо село Константин в Болгарии. После того как турки сожгли старинное село Беброво, расположенное в 5 км от текущего расположения села Константин, оставшиеся в живых жители Беброво думали, отстроить ли сгоревшие дома заново на старом пепелище или начать строительство на новом месте. При содействии Константина Адриановича императорский российский комиссар в Болгарии, князь А. М. Дондуков-Корсаков, подписал разрешение построить село на новом месте. Было определено, что село будет расположено вблизи деревни Ахмедлий. Село было спроектировано Константином Адриановичем Рудановским и его строительство было осуществлено и с помощью руководимых им солдат. Первоначально были построены постоялый двор и 14 домов.
Одной из первых построек в селе Константин, названной благодарными жителями именем её создателя, была церковь. Сбор средств начался в 1879 г. и К. А. Рудановский пожертвовал на храм 12000 грошей (1 грош равен 20 стотинкам. Например: за неделю работы батрак получал 40 грошей). Потом, по его просьбе Ольга Николаевна Скобелева, мать генерала М. Д. Скобелева, обеспечила церковь церковными одеждами и утварью. В 1902 он подарил селу свою землю, на которой позже было построено здание школы.
В 1971 году в Константине был установлен бронзовый бюст Рудановского.

## Награды
Российской империи:
- Орден Св. Владимира 4-й ст. с мечами и бантом (1877)
- Орден Св. Анны 3-й ст. с мечами и бантом (1878)
- Орден Св. Станислава 2-й ст. (1881)
- Орден Св. Анны 2-й ст. (1883)
- Орден Св. Владимира 3-й ст. (1899)
- Орден Св. Станислава 1-й ст. (1903)
- Орден Св. Анны 1-й ст. (1906)

Иностранные:
- Крест «За переход через Дунай» (1879)
- Болгарский орден «Святой Александр» 5-й ст. (1883), 3-й ст. и 2-й ст. (1896)
- Бухарский орден Золотой звезды (1894)
- Персидский орден Льва и Солнца 2-й ст. со звездой (1895)
- Французский орден Почётного легиона офицерский крест (1897)
- Орден Короны Италии великий офицер (1903)